# قطط ضبعية
القطط الضبعية (الاسم العلمي: Hyainailouridae)، فصيلة المنقرضة شبه عرقية من الثدييات المفترسة من الفصيلة العليا المنقرضة الشبه عرقية (Hyainailouroidea) ضمن الرتبة المنقرضة ضبعيات الأسنان. نشأت القطط الضبعية خلال العصر الأيوسيني الأوسط واستمرت حتى منتصف العصر الميوسيني. وقد تم العثور على حفريات هذه المجموعة في آسيا، وإفريقيا وأمريكا الشمالية وأوروبا.